# دانیکا دیلون
دانیکا دیلون (انگلیسی: Danica Dillon؛ زادهٔ ۴ ژانویهٔ ۱۹۸۷) نام هنری بازیگر پورنوگرافی اهل ایالات متحده آمریکا است.